# Lamitan
Lamitan è una municipalità di prima classe delle Filippine, situata nella Provincia di Basilan, nella Regione Autonoma nel Mindanao Musulmano.
Il Republic Act N. 9393 aveva concesso a Lamitan lo status di città; il 18 novembre 2008 la Corte Suprema delle Filippine ha però accolto un ricorso della Lega delle Città delle Filippine annullando la trasformazione in città di 16 municipalità, tra cui Lamitan.
Lamitan è formata da 45 baranggay:
- Arco
- Ba-as
- Baimbing
- Balagtasan
- Balas
- Balobo
- Bato
- Baungos
- Bohebessey
- Boheibu
- Bohenange
- Bohesapa
- Boheyakan
- Boheyawas
- Buahan
- Bulanting
- Bulingan
- Cabobo
- Campo Uno
- Colonia
- Calugusan
- Danit-Puntocan
- Kulay Bato

- Lebbuh
- Limo-ok
- Lo-ok
- Luksumbang
- Lumuton
- Maganda
- Malakas
- Maligaya
- Malinis (Pob.)
- Malo-ong Canal
- Malo-ong San Jose
- Matatag
- Matibay
- Parangbasak
- Sabong
- Santa Clara
- Sengal
- Simbangon
- Tandong Ahas
- Tumakid
- Ubit
- Ulame